# Alexandre Machado (roteirista)
Alexandre de Carvalho Machado é um escritor e roteirista brasileiro. Ficou conhecido pela série Os Normais, que roteirizou ao lado de sua esposa Fernanda Young.

## Carreira

### 1988-2000: Início de carreira
Começou sua trajetória profissional aos 17 anos, trabalhando no jornal "O Pasquim", e em seguida virou publicitário na agência W/Brasil. Estreou como roteirista em 1988 no programa TV Pirata, da Rede Globo. Em 1991 roteiriza Dóris para Maiores, junto de Guel Arraes, Cláudio Paiva (com quem já havia trabalhado em TV Pirata) e o grupo Casseta & Planeta. Em 1996 roteiriza alguns episódios de Sai de Baixo. Em 2000 roteiriza o filme Bossa Nova, ao lado de sua esposa Fernanda Young e Sérgio Sant'Anna. É formado por engenharia mecânica pela PUC do Rio de Janeiro, onde nasceu, mas sempre atuou como redator publicitário. É vencedor de um prêmio Clio.

### 2001-2019: Sucesso deOs Normaise trabalhos com Fernanda Young
De 2001 a 2019, todos seus trabalhos foram feitos ao lado de Fernanda Young. Em 2001 é lançada a primeira temporada da série Os Normais, que continuou no ar até 2003, quando foi lançado seu filme. A série conta o dia-a-dia do casal Vani e Rui, protagonizados por Fernanda Torres e Luiz Fernando Guimarães. Em 2004 é lançado a série Os Aspones; em 2005 é lançado o Quadro O Super Sincero estrelado por Luiz Fernando Guimarães exibido no Fantástico, sendo finalizado em 2010; em 2006 Minha Nada Mole Vida e o filme Muito Gelo e Dois Dedos d'Água; em 2007 O Sistema; em 2008 o telefilme Nada Fofa; em 2009 o segundo filme de Os Normais; em 2010 a minissérie Separação?!; em 2011 Macho Man; em 2012 Como Aproveitar o Fim do Mundo; em 2013 O Dentista Mascarado e Surtadas na Yoga para o GNT; em 2014 é renovada Surtadas na Yoga; em 2015 Odeio Segundas e em 2017 a série americana No Tomorrow (baseada em Como Aproveitar o Fim do Mundo), Vade Retro e Edifício Paraíso.Ainda em 2017, produz a primeira temporada de Filhos da Pátria ao lado de Bruno Mazzeo, primeira produção sem Fernanda Young como parceira titular no século. A série conta a saga dos Bulhosa, uma tradicional família brasileira na década de 1820. Foi protagonizada por Fernanda Torres, Alexandre Nero, Johnny Massaro e Lara Tremouroux. Em 2019 é lançada a segunda temporada de Filhos da Pátria, agora a série se passando na década de 1930. No mesmo ano é lançada a minissérie Shippados, última produção de Machado com Young, protagonizada por Tatá Werneck e Eduardo Sterblitch.

### 2020-presente: Morte de Fernanda Young, projetos solos e futuros trabalhos
Em 2020 roteiriza o segundo episódio de Amor e Sorte, protagonizada por Lázaro Ramos e Taís Araújo. Em 2021, o filme Amigas de Sorte é lançado, inspirado em um argumento de Machado e Young. Confirmou estar desenvolvendo a segunda temporada de Shippados, que teve metade dos episódios escritos por Young.

## Vida pessoal
Conheceu a escritora e roteirista Fernanda Young em 1990. Foram casados de 1993 a 2019, quando ela morreu vítima de uma parada respiratória, devido a uma crise asmática. Tiveram duas filhas: as gêmeas Cecília Madonna e Estela May. Em 2010 adotaram duas crianças: Catarina Lakshimi e John Gopala. Para a Vogue Brasil, confirmou:
"Eu não seria 10% do que sou se não fosse por ela [Fernanda]. Na verdade, não estaria nem vivo se não fosse por ela. Não teria esses quatro filhos, que hoje são tudo para mim. Mas não foi apenas sorte, porque nós dois nos dedicamos a ter um projeto de vida que foi muito além de marido e mulher. Foi não, continua sendo, pois ainda continuo no mesmo projeto traçado por ela."

## Trabalhos
| Ano     | Obra                           | Creditado como  | Parceiros                                         | Notas                                       |
| ------- | ------------------------------ | --------------- | ------------------------------------------------- | ------------------------------------------- |
| 1988    | TV Pirata                      | Colaborador     | Vários Autores                                    |                                             |
| 1991    | Dóris para Maiores             | Colaborador     | Guel Arraes Cláudio Paiva Grupo Casseta & Planeta |                                             |
| 1996    | Sai de Baixo                   | Colaborador     | Vários Autores                                    |                                             |
| 2001-03 | Os Normais                     | Autor principal | Fernanda Young                                    |                                             |
| 2004    | Os Aspones                     | Autor principal | Fernanda Young                                    |                                             |
| 2006-10 | O Super Sincero                | Autor principal | Fernanda Young                                    |                                             |
| 2006-07 | Minha Nada Mole Vida           | Autor principal | Fernanda Young                                    |                                             |
| 2007    | O Sistema                      | Autor principal | Fernanda Young                                    |                                             |
| 2008    | Nada Fofa                      | Autor principal | Fernanda Young                                    | Telefilme                                   |
| 2010    | Separação?!                    | Autor principal | Fernanda Young                                    |                                             |
| 2011    | Macho Man                      | Autor principal | Fernanda Young                                    |                                             |
| 2012    | Como Aproveitar o Fim do Mundo | Autor principal | Fernanda Young                                    |                                             |
| 2013    | O Dentista Mascarado           | Autor principal | Fernanda Young                                    |                                             |
| 2013-14 | Surtadas na Yoga               | Autor principal | Fernanda Young                                    |                                             |
| 2015    | Odeio Segundas                 | Autor principal | Fernanda Young                                    |                                             |
| 2017    | No Tomorrow                    | Autor principal | Fernanda Young                                    | Baseada em "Como Aproveitar o Fim do Mundo" |
| 2017    | Vade Retro                     | Autor principal | Fernanda Young                                    |                                             |
| 2017    | Edifício Paraíso               | Autor principal | Fernanda Young                                    |                                             |
| 2017-19 | Filhos da Pátria               | Autor principal | Bruno Mazzeo                                      |                                             |
| 2019    | Shippados                      | Autor principal | Fernanda Young                                    |                                             |
| 2020    | Amor e Sorte                   | Autor principal |                                                   | Capítulo: "Linha de Raciocínio"             |

| Ano  | Obra                                       | Creditado como                          | Parceiros                         |
| ---- | ------------------------------------------ | --------------------------------------- | --------------------------------- |
| 2000 | Bossa Nova                                 | Roteirista                              | Fernanda Young e Sérgio Sant'Anna |
| 2003 | Os Normais - O Filme                       | Roteirista                              | Fernanda Young                    |
| 2006 | Muito Gelo e Dois Dedos d'Água             | Roteirista                              | Fernanda Young                    |
| 2009 | Os Normais 2: A Noite Mais Maluca de Todas | Roteirista                              | Fernanda Young                    |
| 2021 | Amigas de Sorte                            | Criador de argumento (ao lado de Young) | Fernanda Young                    |